# Diacinèse

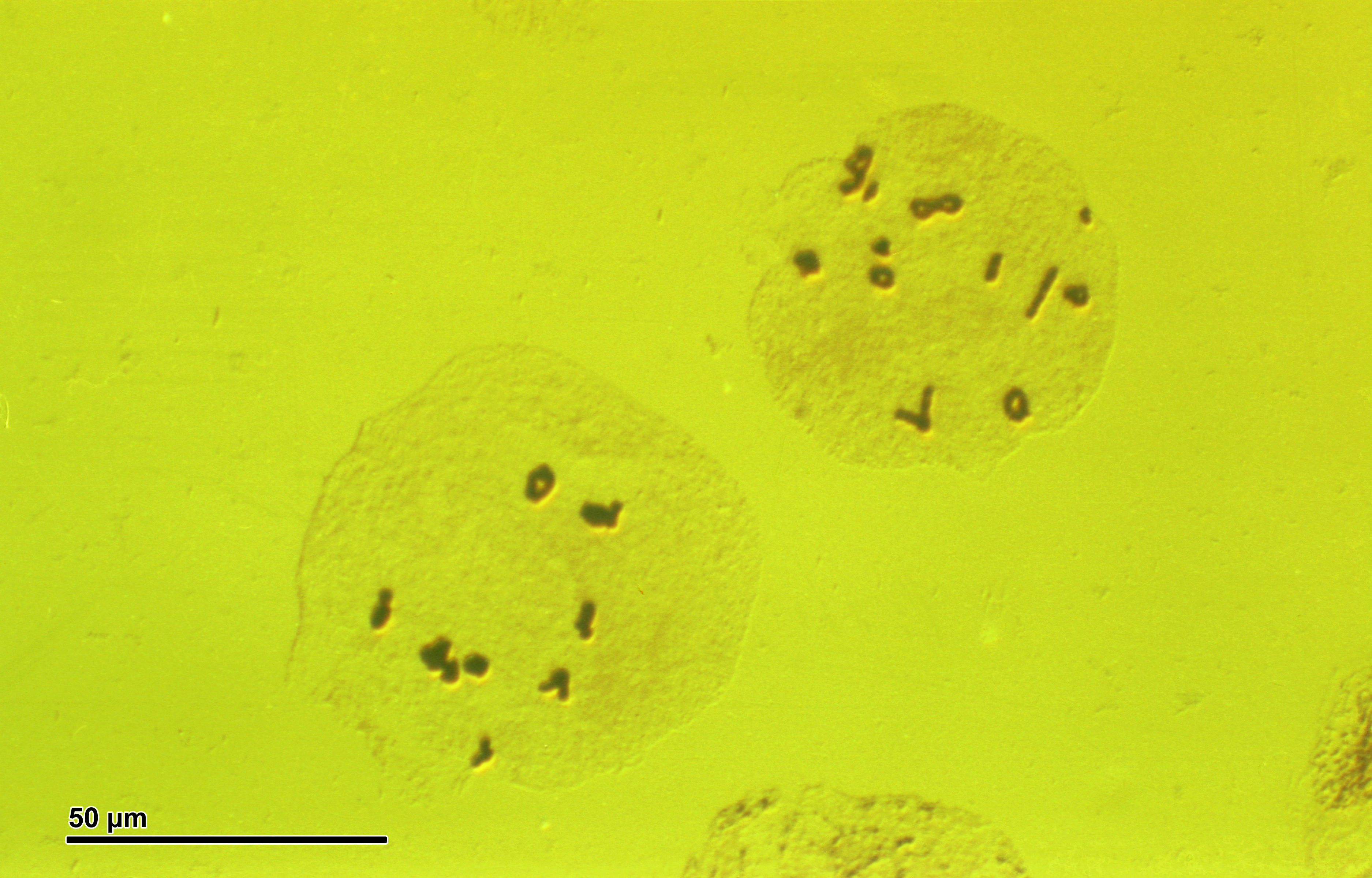
Vue au microscope de gamètes

La diacinèse est le dernier stade de la prophase de la méiose I.
C'est le moment où les chromosomes dédoublés commencent à se séparer.